# Rosa hugonis
Espèce
Le rosier du Père Hugo, ou rosier jaune de Chine (Rosa hugonis), est une espèce de plantes à fleurs de la famille des Rosaceae. C'est un rosier classé dans la  section des Pimpinellifoliæ, originaire de Chine dans les régions de Gansu, Qinghai, Shaanxi, Shanxi et Sichuan. On le trouve en bordure de forêts dans des régions accidentées entre 600 et 2 300 mètres d'altitude. cette espèce a été introduite en Europe (aux jardins botaniques royaux de Kew) en 1899 et aux États-Unis en 1908.
Synonyme : Rosa xanthina Lindl. forma hugonis (Hemsl.) A. V. Roberts.
L'adjectif spécifique, hugonis, fait référence à un père missionnaire irlandais, le révérend père Hugh Scanllan OFM, qui fut à l'origine de la découverte de ce rosier en Chine.

## Description

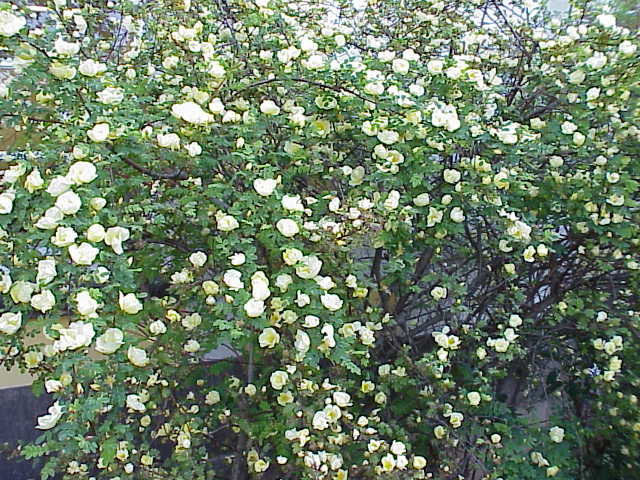
Rosa hugonis en pleine floraison.

C'est un buisson haut de 1 à 3 mètres dont les tiges, brun foncé, portent des aiguillons plats et droits et des cils sur les longues pousses qui se recourbent sur le pourtour.
Le feuillage, très léger, est constitué de feuilles à 5 à 13 petites folioles ovales. À l'automne, il prend une couleur brun pourpré remarquable.
La floraison débute très tôt en mai, abondante, formée d'une multitude de fleurs simples, isolées, jaune primevère, disposées tout au long des tiges, peu parfumées.
Les fruits sont bruns.

## Culture et utilisation
Il peut être utilisé dans des haies, taillé voire tondu après la floraison. Il convient mieux à un climat sec et doux.
Il a quelques hybrides :
- 'Eardomensis' créé en 1934 (Rosa hugonis × Rosa sericea) à fleurs simples jaune intense
- 'Red Wing' (Rosa hugonis × Rosa sericea pteracantha)  aux fleurs simples jaune crème
- 'Headleyensis' aux fleurs simples jaune primevère[4]